# .zm
.zm је највиши Интернет домен државних кодова (ccTLD) за Замбију.